# الأجنحة (مسلسل)
مسلسل الأجنحة هو مسلسل تلفزيوني سوري من إنتاج عام 1984. عُرض مسلسل الأجنحة للمرة الأولى على شاشة التلفزيون العربي السوري للمرة الأولى عام 1986. المسلسل كان من إخراج شكيب غنام ومن بطولة عباس النوري، سلمى المصري، رضوان عقيلي، صالح الحايك، فاديا خطاب،نادين الخوري، أمل سكر، محمد الشيخ نجيب، هالة حسني، سلوم حداد وغيرهم.